# Захарія Новошицький
Захарія Новошицький (пол. Zachariasz Nowoszycki; помер 14 березня 1641) — римо-католицький прелат, який служив львівський єпископом-помічником (1634—1641) та титулярним єпископом Нікополя в Епірі (1634—1641).

## Біографія
4 грудня 1634 року Захарія Новошицький був призначений під час папства Папи Урбана VIII львівським єпископом-помічником та титулярним єпископом Нікополя в Епірі. 21 грудня 1634 року він був висвячений на єпископа Козімо де Торресом, архієпископом Монреалі. Він служив єпископом-помічником львівського до своєї смерті 14 березня 1641 року.